# Rulebreaker
Rulebreaker è l'undicesimo album in studio del gruppo musicale tedesco heavy/power metal Primal Fear, pubblicato nel 2016 dalla Frontiers Records.

## Tracce
1. Angels Of Mercy – 3:44
2. The End Is Near – 4:37
3. Bullets & Tears – 3:13
4. Rulebraker – 4:49
5. In Metal We Trust – 3:43
6. We Walk Without Fear – 11:10
7. At War With The World – 4:16
8. The Devil In Me – 4:55
9. Constant Heart – 5:02
10. The Sky Is Burning – 4:56
11. Raving Mad – 3:22

Tracce bonus nell'edizione giapponese
1. Final Call - 4:05
2. Don't Say You've Never Been Warned - 4:25
3. The Sky Is Burning (Exclusive Mix) - 4:56

## Formazione
- Ralf Scheepers - voce
- Magnus Karlsson - chitarra
- Tom Naumann - chitarra
- Alex Beyrodt - chitarra
- Mat Sinner - basso, cori
- Francesco Jovino - batteria